# Harald Cramér
Carl Harald Cramér, född 25 september 1893 i Hedvig Eleonora församling, Stockholm, död 5 oktober 1985 i Oscars församling, var en svensk matematisk statistiker och en av förgrundsfigurerna inom statistikteori. Harald Cramér var son till bankdirektören Carl Cramér och dennes hustru Emelie Cramér. Han var far till Tomas och Kim Cramér samt farbror till Ivo Cramér. 
Cramér påbörjade studier vid Stockholms högskola 1912, och studerade matematik och även kemi, vilket innebar en inriktning mot biokemi eftersom han var verksam som assistent till Hans von Euler-Chelpin. Han bytte dock snart till en matematisk inriktning och blev filosofie licentiat 1917 och disputerade samma år för filosofie doktorsgrad vid Stockholms högskola. Han utnämndes även till docent detta år. Cramérs handledare var Marcel Riesz. Gösta Mittag-Leffler, som var den dominerande gestalten i svensk matematik vid denna tid, ansåg att Cramér inte var lämplig för en fortsatt akademisk karriär.[källa behövs]
År 1918 började Cramér därför att arbeta som aktuarie vid Bankinspektionen och från 1920 var han verksam vid Svenska livförsäkringsbolaget i Stockholm. Han var professor i försäkringsmatematik och matematisk statistik 1929–1958 vid det nybildade Institutet för försäkringsmatematik och matematisk statistik vid Stockholms högskola. 1929–1949 var han även fortsatt verksam som aktuarie på deltid vid Återförsäkringsaktiebolaget Sverige. Han var rektor för Stockholms högskola 1950-1958 samt universitetskansler 1958–1961. Han var ordförande för Svenska Aktuarieföreningen 1935–1964. 
Cramér är begravd på Djursholms begravningsplats.

## Utmärkelser
Cramér invaldes 1941 som ledamot av Kungliga Vetenskapsakademien, blev 1943 ledamot av Ingenjörsvetenskapsakademien samt av Kungliga Vetenskaps-Societeten i Uppsala, och 1954 ledamot av Det Norske Videnskaps-Akademi. År 1963 valdes han till hedersledamot av Finska Vetenskaps-Societeten. Han promoverades till hedersdoktor vid Princeton University 1947, vid Köpenhamns universitet 1950 och juris hedersdoktor vid Stockholms universitet 1964. År 1972 mottog han Guymedaljen i guld.

### Ordnar
- Kommendör av 1:a klassen av Kungl. Nordstjärneorden.[19]
- Officerare av franska Hederslegionen.[20]